# Лётчик-ас
Ас (фр. as — «туз»; первый в своей области) — мастер воздушного боя. Впервые это слово было применено в Первую мировую войну к военным лётчикам, на высоком уровне владеющим искусством пилотирования и воздушного боя. По одним сведениям, изображениями тузов на своих самолётах французские лётчики обозначали сбитые самолёты противника. По другим, изображение туза появилось на самолётах одной из лучших французских эскадрилий, и с того времени, если о лётчике хотели сказать, что это выдающийся лётчик, то говорили «Это ас» (то есть туз). В ходе войны закрепилось, что правом именоваться асом имеет лётчик, одержавший пять или более побед.
Существует также версия, что «асами» стали называть лётчиков по аналогии с небожителями древнегерманской мифологии — Асами.
В русский язык слово пришло предположительно из немецкого (нем. ass) и потому до середины XX века писалось как «асс» — см. например ранние издания словаря Ожегова, художественную и техническую литературу первой половины XX века. Современное общепринятое написание «ас» появилось позднее.
Лучшим асом в истории авиации — 352 победы — считается ас (эксперт) люфтваффе Эрих Хартманн. 104 лётчика нацистской Германии сбили по 100 и более самолётов, а 34 немецких аса имели на личном боевом счету по 150 и более побед (общее число сбитых ими машин — 6582). Среди асов других стран лидерство принадлежит финну Эйно Илмари Юутилайнену, на счету которого 94 самолёта противника. Лучшим асом СССР и союзников является Иван Кожедуб, сбивший 64 (не считая американские) самолёта.
Первым асом Второй мировой войны стал гауптман Йоханес Гентцен, сбивший к 14 сентября семь польских самолётов.
После окончания Второй мировой войны и появления реактивной авиации число сбитых самолётов на одного лётчика упало, что было вызвано сравнительной ограниченностью локальных конфликтов. Появление новых асов отмечено только в Корейской, Вьетнамской, ирано-иракской, арабо-израильских и индо-пакистанских войнах. Рекордное количество побед на реактивном самолёте одержали советские лётчики Николай Сутягин и Евгений Пепеляев во время Корейской войны — 21 и 20 самолётов противника соответственно. Третье место по числу сбитых самолётов в истории реактивной авиации занимает полковник ВВС Израиля Гиора Эпштейн — 17 самолётов, причём 9 из них — за двое суток.

## Самые результативные лётчики
В скобках указано число подтверждённых побед (как правило, личных).

### Первая мировая война
| Страна         | Фамилия, имя          | Число побед |
| -------------- | --------------------- | ----------- |
| Австро-Венгрия | Годвин Брумовски      | 35          |
| Великобритания | Эдвард Мэннок         | 61          |
| Германия       | Манфред фон Рихтгофен | 80          |
| Италия         | Франческо Баракка     | 34          |
| Россия         | Александр Казаков     | 17          |
| США            | Эдвард Рикенбакер     | 26          |
| Франция        | Рене Фонк             | 75          |
| Канада         | Билли Бишоп           | 70          |

Хотя Россия и вошла в Первую мировую войну с количеством самолётов в 4 раза большим, чем, например, в Англии, в России так и не удалось организовать производство собственных самолётов в достаточных количествах к 1916 г., а те самолёты, которые поступали из-за границы, были уже заведомо устаревшие и их было ещё меньше. Основным типом самолётов в авиации России в 1914—1915 годах были безоружные устаревшие разведчики и бомбардировщики «Фарман» и «Вуазен», что в определённой мере компенсировалось примитивным вооружением германских самолётов.
В 1915 году, во второй год войны, воздушные бои оставались редкостью. В большинстве случаев экипажи отправлялись на задания, располагая только карабинами и пистолетами, но и с таким оружием некоторые лётчики добивались воздушных побед.
Так, 25 февраля российский лётчик-доброволец француз Пуаре с наблюдателем поручиком Шебалиным вылетели на трофейном аэроплане «Эйлер» на разведку района Лович-Неборов-Болилов. Над своими позициями между Камионом и Сулишевым они атаковали немецкий аппарат. С дистанции 40-50 м по нему было произведено 5 выстрелов из карабина. Согласно донесению лётчиков 2-го армейского авиаотряда, «после третьего выстрела самолёт противника пошёл с поворотом книзу и опустился под Скверневицами».
15-го июля во время разведки к востоку от Золотой Липы лётчики 2-го Сибирского Корпусного Авиаотряда поручик Покровский и корнет Плонский заметили неприятельский аэроплан. Из оружия у них были только пистолеты Маузер. Несмотря на это, они атаковали противника и после непродолжительной перестрелки вынудили его опуститься. Австрийский аэроплан «Авиатик» (бортовой номер 31-13) достался призом в совершенно неповреждённом состоянии вместе с двумя лётчиками из 7-й авиароты. Оба русских героя были награждены орденами Св. Георгия 4-й степени.
| Лучшие пилоты по состоянию на 1 октября 1915 г.: | Лучшие пилоты по состоянию на 1 октября 1915 г.: | Лучшие пилоты по состоянию на 1 октября 1915 г.: |
| Страна                                           | Фамилия                                          | Число побед                                      |
| ------------------------------------------------ | ------------------------------------------------ | ------------------------------------------------ |
| Германия                                         | Бельке                                           | 4                                                |
| Франция                                          | Гарро                                            | 3                                                |
| Франция                                          | Жильбер                                          | 3                                                |
| Франция                                          | Брокар                                           | 2                                                |
| Россия                                           | Нестеров                                         | 1 (таран)                                        |
| Россия                                           | Казаков                                          | 1 (таран)                                        |
| Россия                                           | Ткачёв                                           | 1                                                |
| Франция                                          | Гийнемер                                         | 1                                                |
| Германия                                         | Рихтгофен                                        | 1                                                |

Производство самолётов в годы Первой Мировой войны:
- Франция — 52.1 тыс. экз.
- Англия 47.8 тыс.экз.
- Германия — 47.3 тыс. экз.
- США — 13.8 тыс. экз.
- Россия − 3.5 тыс. экз.

Из германских асов на Восточном фронте сражались: М. фон Рихтгофен, Г. Пиппарт, К. Менкхофф, Ф. Руми, К. Одебрет, О. Фрюхнер, Х. Дилти, Л. Анслингер, Д. Аверес, Г. Беккер, Э. Бёме, В. Фриккерт, О. Фрунер, К. Галльвиц, Г.-Э. Гандерт, Г. Кнаппе, К. Кюпперс, Р. Отто, Р. Виндиш.
Из них асами на Восточном фронте стали лишь Пиппарт (воевал с февраля 1916 г. по апрель 1917 г.) и Анслингер, остальные удостоились титула «аса» тогда, когда были переведены на Западный фронт. А Дилти вообще летал в России с 1914 по май 1917 г., но асом стал лишь на Западном фронте (правда, пока неясно, в каком качестве Дилти служил в России — пилота или летнаба).
Ас Вильгельм Фриккерт на Восточном фронте одержал 7 побед, но из них всего лишь 2 приходится на самолёты (типа «Вуазен»), а остальные 5 — на аэростаты. Карл Галльвиц «заработал» на Востоке Железные Кресты 1-го и 2-го классов, но оба за 2 русских аэростата.
Анализ результатов боевых действий перечисленных выше германских пилотов показывает, что их победы на Востоке, в основном, приходятся на аэростаты и устаревшие бомбардировщики «Фарман» и «Вуазен», на протяжении всей войны составлявшими основу российских бомбардировочных и разведывательных авиаотрядов.
При этом только 7 % от общего числа потерь самолётов Российского Императорского Воздушного Флота приходится на сбитые огнём истребительной авиации и ПВО противника.
В то же время из германских асов на Восточном фронте были сбиты Вильгельм Герберт, Франц Кнаппе (3 раза), Ганс-Эберхард Гандерт (зенитным огнём). Австрийский ас Франк фон Линко-Кроуфорд (30 побед над союзными самолётами) три раза проигрывал воздушные схватки русскому асу Евграфу Крутеню.
Вообще, в Первую Мировую войну главной задачей авиации было не уничтожение аппаратов противника, а разведка и штурмовые удары по наземным целям.
В представлении Главного Военно-Техническое Управления Русской Армии в Генеральный штаб сказано:

«На первом месте должна стоять задача разведки, если эта задача будет заслонена погоней за превращением аппаратов в средство воздушного боя, то может случиться… что ни та, ни другая задача не будет достигнута».

### Вторая мировая война
- Австралия — Клайв Колдуэлл (28,5[5] по брит. системе подсчёта побед, по факту 27 личных и 3 групповые победы);
- Великобритания — Джеймс Джонсон (38);
- Германия — Эрих Хартманн (352);
- Италия — Адриано Висконти (26);
- Канада — Джордж Бёрлинг (31, 33);
- Новая Зеландия — Колин Грэй (27 + 2 в группе);
- Польша — Станислав Скальский (22);
- СССР — Иван Кожедуб (64);
- США — Ричард Бонг (40);
- Финляндия — Илмари Юутилайнен (92 + 2 в Зимней войне);
- Франция — Марсель Альбер (23) или Пьер Клостерманн (23);
- Япония — Хироёси Нисидзава (103)[6].

### Другие конфликты
Гражданская война в Испании
- Германия — Вернер Мёльдерс (14);
- Италия — Марио Бонцано (15);
- Франкисты — Хоакин Гарсиа-Морато (40);
- Республиканцы — Мануэль Клавер Сарауса (23);
- СССР — Сергей Грицевец (7 + 24 в группе).

Бои на Халхин-Голе
- СССР — Грицевец, Сергей Иванович (12);
- Япония — Хиромичи Синохара (58).

Корейская война
- Китай — вероятно, Чжао Баотун (9) и Ван Хай (9);
- КНДР — Ким Ги Ок (17);
- СССР — Евгений Пепеляев (23)[7];
- США — Джозеф Макконнелл (16).

Вьетнамская война
- Северный Вьетнам — Нгуен Ван Кок (9, включая 7 самолётов и 2 БПЛА);
- США — Чарльз Дебельвью (6, оператор РЛС), Ричард Ритчи (5, пилот) и Рэндал Каннингхэм (5, пилот).

Арабо-израильский конфликт
- Израиль — Гиора Эпштейн (17).

Индо-пакистанские конфликты
- Пакистан — Мохаммед Алам (9, включая 4 неподтверждённые и 1 вероятную)[8].

Ирано-иракская война
- Иран — Джалил Зандий (11)[9];
- Иран — Шахрам Ростамий (6)[9].